# L'École impudique
L'École impudique (ハレンチ学園, Harenchi gakuen) est un shōnen manga de Gō Nagai, prépublié dans le magazine Weekly Shōnen Jump entre août 1968 et septembre 1972 et publié par l'éditeur Shūeisha en 7 volumes reliés. Il est considéré comme l'une des premiers manga érotiques et le premier manga du genre ecchi. La version française est éditée par Black Box en six volumes sortis en 2017.
Le manga est adapté à cinq reprises au cinéma ainsi qu'en une série télévisée, un OVA et a connu deux autres adaptations en série manga.

## Personnages
Yasohachi Yamagishi (山岸 八十八, Yamagishi Yasohachi)/Boss (親分, Oyabun)
Le protagoniste au cœur violent mais pur. Il est le fils d'un boucher. Il est présumé mort à la fin de la 1ère série, mais est vivant dans la partie 2.
Mitsuko Yagyū (柳生 みつ子, Yagyū Mitsuko)/Jūbei (十兵衛)
La belle descendante de la famille ninja Yagyū et l'héroïne de l'histoire. Comme Yamagishi, elle est supposée morte à la fin de la 1ère série, mais vue vivante dans la partie 2.
Fukurokōji (袋小路, Fukurokōji)/Ikidomari (イキドマリ, Ikidomari)
Subordonné de Yamagishi. Pendant la guerre de Harenichi, il subit un choc d'obus et se suicide.
Sayuri Yoshinaga (吉永さゆり, Yoshinaga Sayuri)/Hige Godzilla (ヒゲゴジラ, Hige Gojira)
Il ressemble beaucoup à un homme des cavernes, arborant une barbe touffue autour de sa bouche, portant une peau de tigre et un gourdin. Professeur à l'école, il parle dans un style japonais typiquement utilisé par les femmes. À la fin de la 1ère série, il est vu gravement blessé et rampant loin d'un tas de cadavres.

## Production
En 1968, alors que Shūeisha s'apprête à lancer son premier magazine de prépublication de mangas, Weekly Shōnen Jump, afin de rivaliser avec d'autres magazines de sociétés rivales (comme le Weekly Shōnen Magazine de Kōdansha ou le Weekly Shōnen Sunday de Shōgakukan), Gō Nagai est invité à en être un des premiers mangaka à publier dans le nouveau magazine. Ayant comme projet de se lancer dans une série de longue durée, contrairement à ses précédents projets d'histoires courtes, il accepte et créé L'École impudique, qui devient son premier grand succès, le Shōnen Jump se vendant à plus d'un million d'exemplaires. Avec la série, Nagai devient l'initiateur du manga ecchi et ouvre le champ à une génération de bandes dessinées comiques brisant les tabous, en plus de devenir le symbole de toute une génération. L'œuvre influence le monde du manga en changeant ce qui était considéré comme approprié pour le média jusqu'alors et les mœurs sociales de l'époque.
L'École impudique commence avec l'idée de faire un manga autour d'une école. Nagai aimait le mot « Harenchi (ハレンチ, litt. « scandale ») », qui était couramment utilisé pour faire la publicité de films pour adultes. Pour lui, le scandale et l'école étaient comme l'huile et l'eau, et il pensait que les mélanger serait drôle. Au début, Nagai n'avait aucune idée des histoires à développer, mais son assistant à l'époque se vantait de la façon dont il espionnait les filles lors de leurs exercices physique depuis un trou dans le toit de son école ; cette idée a été développée dans l'intrigue du manga. À l'origine, les références érotiques ouvertes n'apparaissaient pas dans l'œuvre : les premières scènes d'examen physique ne montrent que des épaules, mais les personnages féminins dessinés étaient nombreux et sont devenus de plus en plus populaires, au point que l'éditeur de Nagai lui demande de se montrer plus cru, ce que l'auteur accepte avec plaisir.
La source d'inspiration principale du manga provient de l'occident, Nagai étant lecteur du magazine Playboy et appréciant les films étrangers. Il prend également la Venus de Milo comme modèle pour la représentation des seins.